# Миличич, Анте
А́нте Ми́личич (/ˈænteɪ ˈmɪlətʃɪtʃ/ хорв. Ante Miličić; род. 4 апреля 1974, Сидней) — австралийский футболист хорватского происхождения, выступавший на позиции нападающего, и бывший главный тренер женской национальной сборной Австралии, которую возглавлял на чемпионате мира 2019 года.

## Биография
Сын хорватских иммигрантов, Миличич вырос в Стратфилде, пригороде в западной части Сиднея. Анте остался без матери в 17 лет и жил вдвоём с отцом. В 16 лет он был выбран для обучения в Австралийском институте спорта.

## Карьера в сборной
На его счету шесть матчей и четыре забитых мячей за сборную Австралии в период с 2002 по 2005 год.

## Тренерская карьера
15 мая 2019 года Миличич был назначен первым главным тренером новообразованного клуба Эй-лиги «Макартур».

## Личная жизнь
Анте Миличич женат на сестре своего друга, австралийского футболиста и тренера Тони Поповича.

## Достижения
Как игрока
«Сидней Олимпик»
- Чемпион Национальной футбольной лиги: 2001/02

Индивидуальные
- Лучший игрок Национальной футбольной лиги: 2003/04
- Лучший бомбардир Национальной футбольной лиги: 2003/04 (20 мячей)
- Лучший игрок гранд-финала Национальной футбольной лиги: 2001/02